# Lothar Pretzell
Lothar Pretzell (* 13. Februar 1909 in Dübzow (Pommern); † 4. Juli 1993 in Berlin) war ein deutscher Kunsthistoriker und Volkskundler, von 1942 bis 1945 Museumsdirektor des Museum Carolino-Augusteum in Salzburg und von 1959 bis 1974 Leiter des Museums für Deutsche Volkskunde in Berlin.

## Leben

### Herkunft und Ausbildung
Lothar Richard Pretzell wurde als Sohn des Rittergutsbesitzers und landwirtschaftlichen Beamten Richard Franz Pretzell (1869–1918) und seiner Ehefrau Martha, geb. Bechmann (1880–1927), in Pommern Kreis Regenwalde geboren. Er besuchte ab 1920 das Arndt-Gymnasium Dahlem in Berlin. 1929 bis 1933 studierte er Kunstgeschichte, Klassische Archäologie sowie deutsche und romanische Philologie an den Universitäten München, Köln, Wien und Paris. Seine Doktorarbeit verfasste er 1933 bei Wilhelm Pinder in München über „Salzburger Barockplastik“, er schloss sein Studium 1935 ab. Durch sein Dissertationsthema und seine Studien im Salzburger Land kam er in engere Beziehung zu Salzburg.
Bereits 1933 trat er der SA bei, zudem gehört er der NSV, dem RLB und dem RKB an. Am 14. Juni 1937 beantragte er die Aufnahme in die NSDAP und wurde rückwirkend zum 1. Mai desselben Jahres aufgenommen (Mitgliedsnummer 4.377.345).

### Berufstätigkeit
Seine erste Anstellung fand er 1934 im Kupferstichkabinett der Staatlichen Museen in Berlin, wobei er als Volontär bei der Neuordnung der Deutschen Barockzeichnung mitarbeitete. In den darauffolgenden Jahren wirkte er bei der Vorbereitung der Eröffnungsausstellung im Staatlichen Museum für Volkskunde mit. Weitere Jahre verbrachte er an der Aufnahme der Kunstdenkmäler im Kreis Soltau. Sein Name taucht auch im Zusammenhang mit der Beschlagnahmung jüdischen Vermögens auf, wobei er als Sachverständiger für die Verwertung jüdischer Schmuck- und Kunstgegenstände galt. Mitte 1941 wurde er zum Stellvertreter des erkrankten Museumsdirektors Max Silber am Museum Carolino-Augusteum in Salzburg ernannt. Die von ihm gemeinsam mit Max Silber organisierte Ausstellung „Heimatliches Kulturerbe“ (1942) wurde mit Erwerbungen aus der sogenannten „Führerspende“ und „Leihgaben“ aus dem kirchlichen Bereich bestritten. Nach dem Tod Max Silbers wurde er am 1. September 1942 zum Direktor des Salzburger Museums ernannt. In seiner Zeit wurden die systematische Inventarisierung (mit fotografischer Dokumentation) und die Erstellung von Katalogen für das Museum vorangetrieben; ebenso trieb er die Modernisierung der museumsinternen Abläufe voran. In seiner Zeit wurden Ausstellungskataloge zu „Heimatliches Kulturerbe“, „Meisterwerke Salzburger Kunst“ und „Fischer von Erlach in Salzburg“ erstellt. 1942 wird er von Gauleiter Gustav Adolf Scheel zum Beauftragten für die Volksmuseen im Reichsgau Salzburg ernannt, ebenso wird er in den Beirat der Salzburger Landeskunde aufgenommen.
Ab 1942 begann er die Bergung von Kulturgütern wegen der Gefährdung durch Luftangriffe der Alliierten nach Schloss Blühnbach, in das Schloss Hellbrunn und das Monatsschlössl, in das Schloss Lichtenberg, in die Kirche und das Schloss Sankt Jakob am Thurn, nach Schloss Sighartstein und nach Schloss Urstein zu planen und einzuleiten. Weitere Bergungsorte waren der Pfarrhof in Faistenau, der Mayr-Melnhofsche Meierhof in Glanegg, die Villa der Witwe des Kammersängers Richard Mayr in Henndorf am Wallersee, die Villa der Frau Regierungsrat Hinterstoißner in Mattsee, der Dekanatshof von St. Georgen an der Salzach, die Villa Welz in Sankt Gilgen, den St. Peter Luftschutzstollen, das Schloss Mirabell und die Landeshypothekenanstalt in Salzburg. Die wertvolle Münzsammlung des Museums wurde mit Hilfe von Kriegsgefangenen in einem Handwagen in den Wolf-Dietrich-Stollen von Hallein verbracht. (Nach dem Krieg waren ein Großteil dieser Münzen, und zwar 2664 von 4086, verschwunden. Erst 2017 konnte eine Charge wertvollster Münzen aus den USA nach Salzburg zurücktransferiert werden.) Nach dem Krieg wurde er als Reichsdeutscher und ehemaliges NSDAP-Mitglied in Salzburg angefeindet. Im Juli 1945 übergab Pretzell die Museumsgeschäfte an seinen Nachfolger Rigobert Funke-Elbstadt. Erst in den 1970er Jahren wurde durch Museumsdirektor Albin Rohrmoser wieder ein Kontakt mit ihm und Salzburg hergestellt, der in der Verleihung des Goldenen Ehrenzeichens des Landes Salzburg seinen Höhepunkt fand.
Zurückgekehrt nach Deutschland, wurde er ab 1947 im Kunstgüterlager Celle beschäftigt: Er war dort von 1947 bis zu dessen Auflösung 1958 tätig; ab dem 14. November 1947 wurde er kommissarischer Direktor, seit dem 13. Februar 1948 stellvertretender Direktor und ab dem 27. Oktober 1953 Direktor.
Zwischen 1959 und 1974 war Pretzell Direktor der volkskundlichen Sammlung in West-Berlin. Er baute die Sammlung auf Basis der 40 Kisten mit 3580 Objekten wieder auf, die von ihren Auslagerungsstätten in Thüringen nach Wiesbaden verbracht worden waren und 1959 nach Berlin zurückgeführt wurden. Als er in den Ruhestand versetzt wurde, verfügte das Museum wieder über einen Bestand von mehr als 20.000 Objekten. Zunächst war die Sammlung an das Museum für Völkerkunde angegliedert, 1963 wurde dann das Museum für Deutsche Volkskunde im Rahmen der Stiftung Preußischer Kulturbesitz gegründet. Dem Museum wurden Magazinräume auf dem ehemaligen Kasernenengelände am Gardeschützenweg in Berlin-Lichterfelde zugewiesen. Da er in Lichterfelde nicht über geeigneten Ausstellungsräume verfügte, konnte Pretzell sein Haus nur mit den beiden Ausstellungen Volkskunst und Volkshandwerk im Jahr 1964 und Kostbares Volksgut im Jahr 1967 präsentieren. In ihnen präsentierte er seine meist der Volkskunst zuzuordnende Ergänzungen der Sammlung.

### Privates
Lothar Pretzell hatte am 22. September 1934 Apollonia Wilhelminia Helena Maria, genannt Loni, geborene Ernst (* 6. April 1906) geheiratet. Diese war Tochter des Malers Philipp Ernst und Schwester des Malers Max Ernst. Sie war ebenfalls promovierte Kunsthistorikerin und hatte an den Universitäten Bonn, München und Köln studiert. Ihr Studium hat sie 1931 mit einer Dissertation über „Manieristische Florentiner Baukunst“ abgeschlossen. Danach setzte sie ihre Studien mit einer Reise nach Paris fort; in dieser Zeit wohnte sie bei ihrem Bruder Max. Nach ihrer Rückkehr war sie von Mai 1932 bis August 1933 Assistentin am Kunsthistorischen Institut in Berlin und von September 1933 bis Juli 1934 Volontärin am dortigen Kupferstichkabinett. Nach ihrer Eheschließung arbeitete sie an gemeinsamen Publikationen mit ihrem Mann. 1949 bis 1953 war sie dessen Mitarbeiterin am Kunstgutlager Schloss Celle. Aus der Ehe gingen vier Kinder hervor (Barmin Richard Philipp, Barbara Martha Luise, Rainer Lothar, Henrike Loni). Loni Pretzell starb am 29. November 1991.
Lothar Pretzell starb 1993 im Alter von 84 Jahren. Die Grabstätte der Eheleute befindet sich auf dem Kölner Melaten-Friedhof.

## Ehrungen
- Bundesverdienstkreuz 1. Klasse, 1974
- Goldenes Ehrenzeichen des Landes Salzburg durch Landeshauptmann Hans Katschthaler, 23. März 1990

## Veröffentlichungen (Auswahl)
- Salzburger Barockplastik. Entwicklungsgeschichte der Salzburger Plastik vom Anfang des 17. bis zum Ende des 18. Jahrhunderts (= Forschungen zur deutschen Kunstgeschichte Band 8). Deutscher Verein für Kunstwissenschaft, Berlin 1935.
- mit Hermann Deckert, Oskar Kiecker, Hans Lütgens: Die Kunstdenkmale der Provinz Hannover.  (= Band 27 des Denkmalwerks. III. Reg.-Bezirk Lüneburg, 6. Kreis Soltau. Die Kunstdenkmale des Kreises Soltau). Selbstverlag der Provinzialverwaltung, Theodor Schulze Buchhandlung, Hannover 1939.
- Meisterwerke Salzburger Kunst. Salzburger Kulturtage der Hitler-Jugend 1943 veranstaltet vom Museum Carolino Augusteum, Kreuzgang von St. Peter.  Salzburg 1943.
- Fischer von Erlach in Salzburg (= Meisterwerke Salzburger Kunst). Berlin 1944.
- mit Heinrich Brauer: Deutsche Romantiker. 85 Gemälde der ersten Hälfte des 19. Jahrhunderts. Ausstellung im Zonal Fine Arts Repository, Schloß Celle, Mai bis Juni 1949. Celle 1949.
- mit Loni Pretzell: Max Ernst. Gemälde und Graphik 1920–1950.  Brühl 1951.
- Daumier und seine Zeitgenossen. Französische Graphik von 1815 bis 1875. Ausstellung Schloss Celle, September bis Dezember 1953.  Celle, 1953.
- Das Kunstgutlager Schloss Celle 1945 bis 1958.  Celle 1959.
- Volkskunst und Volkshandwerk. 75 Jahre Museum für Deutsche Volkskunde.  (Mit 30 schwarz-weißen Tafeln im Anhang). Stiftung preußischer Kulturbesitz, Berlin 1964.
- Kostbares Volksgut: Aus dem Museum für Deutsche Volkskunde Berlin.  Berliner Festwoche 1967, Ausstellung im Museumsgebäude Berlin-Charlottenburg 1. September bis 8. Oktober 1967. Hessling, Berlin 1967.
- mit Kurt Dröge: Bemalte Spanschachteln. Geschichte, Herstellung, Bedeutung. Callwey Verlag, München 1986, ISBN 3766708120.
- mit Thomas Grochowiak (Hrsg.): Naive Malerei. 65 Bilder von 27 Künstlern aus der Bundesrepublik Deutschland (= Katalog des Instituts für Auslandsbeziehungen Stuttgart). Institut für Auslandsbeziehungen, Stuttgart 1974.
- mit Loni Pretzell: Homage to Max Ernst.  Ebeling Publishing, London 1971.